# Puilboreau (Francia)
 Puilboreau  es una población y comuna francesa, situada en la región de Poitou-Charentes, departamento de Charente Marítimo, en el distrito de La Rochelle y cantón de La Rochelle-5.

## Demografía
| 432                       | 765 | 729 | 732 | 795 | 1 002 | 1 062 | 1 190 | 1 251 | 1 505 | 1 006 | 1 026 | 963 | 977 | 1 072 | 1 005 | 930 | 936 | 859 | 893 | 910 | 832 | 851 | 913 | 903 | 1 056 | 1 208 | 1 342 | 1 484 | 2 109 | 2 634 | 4 067 | 4 622 | 4 836 | 5 101 |
| (Fuente: Cassini e INSEE) |     |     |     |     |       |       |       |       |       |       |       |     |     |       |       |     |     |     |     |     |     |     |     |     |       |       |       |       |       |       |       |       |       |       |